# Tempel van de Hemel
De Tempel van de Hemel of het Altaar des Hemels ligt in een uitgestrekt park in het zuiden van Peking. Hier leidden de keizers van de Ming-dynastie een plechtige, rituele ceremonie, waarbij ze als bemiddelaar tussen hemel en aarde offers brachten om de gunst van de goden af te smeken voor de volgende oogst. De godsdienst die daarbij hoort is het daoïsme. Tegelijk was deze band met de hemel natuurlijk ook de legitimatie van hun bewind.
Het tempelcomplex bestaat uit de grote ronde hal waar voor de goede oogst werd gebeden, de hal van keizerlijke onthouding (de keizer moest 3 dagen vasten alvorens aan de ceremonie deel te nemen) het open altaar van de hemel, en enkele bijgebouwen.
In het park rondom de tempel zijn vaak activiteiten van de lokale bevolking die daar vliegert, kalligrafeert of tai chi beoefent.